# Craseomys
Craseomys — рід дрібних мишоподібних гризунів з підродини щурових, що мешкають у Європі й Азії. Донедавна тварин роду називали Myodes, однак у статті 2019 року було встановлено, що Myodes насправді був молодшим синонімом Lemmus, що робить його непридатним для використання.

## Види
- Craseomys andersoni (syn. Myodes andersoni) — Японія
- Craseomys regulus (syn. Myodes regulus) — Північна й Південна Кореї
- Craseomys rex (syn. Myodes rex) — Японія
- Craseomys rufocanus (syn. Myodes rufocanus) — від Норвегії до Камчатки
- Craseomys smithii (syn. Myodes smithii) — Японія